# Kateřina Brunšvická
Kateřina Brunšvicko-Kalenberská (28. května 1534 Münden – 10. května 1559 Karlovy Vary) byla dcera brunšvicko-kalenberského vévody Ericha I. a Alžběty Braniborské a první manželka Viléma z Rožmberka.
Narodila se v rodině brunšvicko-kalenberských vévodů a 28. února 1557 se provdala za českého šlechtice Viléma z Rožmberka. V uzavřené svatební smlouvě se Vilém zavázal respektovat knížecí původ nevěsty i její luteránské vyznání. Z manželství se nenarodil žádný potomek. Kateřina zemřela dva roky po svatbě a byla pohřbena v rožmberské hrobce ve Vyšebrodském klášteře. Společně s Vilémem a jeho další chotí Žofií Hohenzollerskou je zobrazena na votivním obraze v třeboňském kostele sv. Jiljí malovaném roku 1568 Tobiášem Elsem.